# Allianz Deutschland
Die Allianz Deutschland AG (ADAG) ist die nationale Holding der Allianz SE für das in Deutschland betriebene Versicherungsgeschäft und die zugehörigen Servicegesellschaften. Weite Teile des deutschen Direktversicherungsgeschäfts werden allerdings abseits der ADAG über die Allianz Direct Versicherung abgewickelt.

## Geschichte
Die Geschichte der Allianz in Deutschland geht bis zur Gründung der aktuell als Allianz SE firmierenden Muttergesellschaft im Jahr 1890 zurück, zudem haben einige zur Allianz Deutschland gehörende Unternehmen im Laufe der Zeit andere Versicherungsgesellschaften übernommen, die teilweise noch älter sind. Zunächst war die Sachversicherungsgesellschaft selbst Muttergesellschaft, in den 1980er Jahren wurde eine Holding-Gesellschaft gegründet. Aus dieser Aktiengesellschaft ist die Allianz SE entstanden, die deutschen Tochtergesellschaften waren hier zunächst direkte Tochtergesellschaften.
2005 beschloss die Allianz AG unter Vorstandsvorsitzendem Michael Diekmann die Gründung der Allianz Deutschland AG als neuer Zwischenholding unter Leitung von Gerhard Rupprecht, verbunden mit einem Kostensparprogramm und der Neustrukturierung des Vertriebs. Hierzu wurde die AZ-Argos 19 AG gegründet, die im November des Jahres in Allianz Deutschland umfirmierte und von der Holding insbesondere die direkt und indirekt gehaltenen Anteile der Allianz Versicherung und der Allianz Private Krankenversicherung zu jeweils 94,9 % sowie über 90 % der teilweise von Privatanlegern gehaltenen Allianz Lebensversicherung übernahm. Neben Diekmann zogen aus dem Konzernvorstand Helmut Perlet und Paul Achleitner in den Aufsichtsrat der neuen Holding ein. In der Folge der Ankündigung der Umstrukturierung kam es zu Protestaktionen der Mitarbeiter insbesondere an der großen Standorten unterstützt von ver.di, etwa in Stuttgart mit dem seinerzeitigen Bezirks-Geschäftsführer Bernd Riexinger.
Im Februar 2006 konkretisierte Rupprecht die Auswirkung des Einsparprogramms auf Deutschland, zudem wurde die Aufnahme der operativen Tätigkeit der in München sitzenden neuen Allianz Beratungs- und Vertriebs-AG für März des Jahres angekündigt. Zwei Monate später wurde eine Übereinkunft mit den Arbeitnehmervertretern getroffen und die Rahmenbedingungen für Sozialpläne vereinbart. Dabei wurde die Anzahl der Verwaltungsstandorte von 21 auf zehn reduziert und im Gegenzug Berlin, München, Hamburg und Stuttgart als regionale Hauptstandorte aufgewertet. Zeitgleich versuchte die ADAG, die bereits über 91 % der Anteile an der Allianz Lebensversicherung hielt, den Marktführer im Bereich Lebensversicherung komplett zu übernehmen, scheiterte jedoch bis Anfang 2007 mit einem entsprechenden Angebot und konnte nur auf knapp über 92 % aufstocken. Über einen Handel mit einer Vermögensbeteiligungsgesellschaft kam sie jedoch bis Jahresende doch noch über einen Anteil von 95 %, der in der Folge einen Squeeze-Out ermöglichte. Nach gerichtlichen Anfechtungen wurde die Komplettübernahme 2009 endgültig vollzogen.
2010 beerbte Markus Rieß Rupprecht an der Spitze der Holding-Gesellschaft. Dieser initiierte im folgenden Jahr ein erneutes Sparprogramm für den Sachversicherungsbereich, verkündete aber danach für 2014 Rekordergebnisse. In der Folge galt er als Kandidat für die Nachfolger von Diekmann als Vorsitzender der Allianz SE, im Mai 2015 übernahm Oliver Bäte jedoch den Posten und Rieß wechselte an die Spitze der Ergo Group. Neuer Allianz-Deutschland-Chef wurde Manfred Knof, der zwischen 2012 und 2014 bereits dem Vorstand der ADAG angehört hatte und anschließend das Mittel- und Osteuropageschäft verantwortet hatte. Zwar trug die deutsche Gesellschaft 2016 einen Viertel des Konzernprofits bei, dennoch gab es laufende Spannungen zwischen Knof und Bäte. Daraufhin verabschiedete sich Knof im September 2017. Ihm folgte Klaus-Peter Röhler als Vorstandsvorsitzender, der ab 2020 zusätzlich in den Konzernvorstand aufrückte.
Im Frühjahr 2021 kündigte die Allianz eine Umstrukturierung des Deutschlandgeschäfts an. Dabei wurden die einzelnen Versicherungsgesellschaften wieder aufgewertet, in dem die Zentralfunktionen aus der ADAG in die Risikoträger zurückverlagert werden und die Allianz Deutschland sollte zukünftig eine reine Finanzholding ohne Mitarbeiter sein. Hierzu wurde eine neue Matrixstruktur entwickelt, in der der Vertrieb wieder in die Sparten integriert wurde.

## Kritik

### Verweigerung von Leistungen
Am 4. September 2012 zeigte das ARD-Magazin Panorama eine Dokumentation, in der kritisiert wurde, dass die Allianz in Deutschland durch Berufungsverfahren die Abwicklung von Versicherungsfällen verzögern würde.
Die Allianz ist eine der zahlreichen Versicherungen, die bei coronabedingten Betriebsschließungen in der Gastronomie Leistungen aus einer abgeschlossenen Betriebsschließungsversicherung (BSV) unter Berufung auf ihre Versicherungsbedingungen verweigern. Bevor nach Erhebung einer der schätzungsweise mehr als 1000 Klagen Urteile ergehen, ist die Allianz fallweise bereit, sich vergleichsweise zu einigen und damit so lange wie möglich eine höchstrichterliche Entscheidung vom BGH hinauszuzögern. Das Münchner Landgericht hatte die Versicherungsbedingungen der Allianz schon mehrfach als intransparent kritisiert und den klagenden Wirten daher gute Erfolgschancen in Aussicht gestellt. Dieses Risiko schließt die Allianz für alle Branchen durch neue Versicherungsbedingungen aus. Bestehende Verträge kündigt der Versicherer fristgerecht zum Ende der jeweiligen Laufzeit, wenn die Kunden die Zustimmung verweigern.

### Betriebsschließungsversicherung während Corona
Aufgrund der behördlichen Maßnahmen während der COVID-19-Pandemie in Deutschland, die aufgrund der Kontakteinschränkungen insbesondere viele Gastronomie- und Hotelbetriebe betraf, wurde die Allianz Deutschland ebenso wie andere Versicherungsunternehmen für ihr Regulierungsverhalten bei Betriebsschließungsversicherungen stark kritisiert, da eine Leistungspflicht aufgrund der Nicht-Nennung des Corona-Virus als meldepflichtige Erkrankung im Infektionsschutzgesetz nicht gesehen wurde. Im Oktober 2020 einigte sich der Versicherer außergerichtlich mit dem Eigentümer des Paulaner am Nockherberg, zeitgleich liefen über 100 weitere Gerichtsverfahren.
Kurze Zeit später machte die Allianz Schlagzeilen, als sie allen Kunden bestehender Betriebsschließungsversicherungsverträge eine Anpassung der Vereinbarungen oder alternativ die Kündigung anbot.

### Einhaltung aufsichtsrechtlicher Vorgaben
Die Allianz Deutschland steht immer wieder im Fokus der Bundesanstalt für Finanzdienstleistungsaufsicht (BaFin).
Nach einer bei der Allianz zu den Versicherungsaufsichtlichen Anforderungen an die IT (VAIT) durchgeführten Sonderprüfung gab die BaFin bekannt, dass die Ordnungsgemäßheit der Geschäftsorganisation nicht in allen geprüften Bereichen gegeben war. Unter anderem sollen die Bereiche Informationsrisikomanagement, Identitäts- und Rechtemanagement, Steuerung von IT-Projekten und Entwicklung neuer Anwendungen betroffen gewesen sein. Nach umfassenden Umstrukturierungsmaßnahmen und Mängelbeseitigungen durch die Allianz wurde im September 2023 bekannt, dass die BaFin voraussichtlich von weiteren aufsichtsrechtlichen Maßnahmen absehen wird.
2024 wurde die Unabhängigkeit eines Teils der Mitarbeiter in der Einheit Risikomanagement und Compliance von der BaFin angezweifelt.